# Criptoportico forense
Il criptoportico forense è un monumento romano della città di Aosta, l'antica Augusta Preaetoria, posto in corrispondenza dell'area sacra che faceva parte del foro della colonia romana.
Rappresenta uno dei pochi criptoportici forensi accessibili al pubblico insieme a quelli di Arles, Reims e Bavay.

## Architettura
È costituito da un ipogeo articolato in due navate e sviluppato su tre lati di un ideale rettangolo di 89 × 73 metri, aperto sul lato sud. Le volte sono sostenute da imponenti pilastri in travertino, mentre una serie di archi separa le due navate.
In epoca augustea, con la deduzione della colonia (25 a.C.), si costruì il forum adiacente a nord al decumanus maximus (sull'asse delle odierne via Jean-Baptiste de Tillier e via Porta Pretoria), suddiviso da un decumano minore (odierna via via Mons. De Sales) in una porzione settentrionale legata a un'area sacra e in una meridionale legata alle attività commerciali. Sulla terrazza artificiale vennero costruiti due templi affiancati, circondati da due ali di colonnati speculari in corrispondenza delle quali, al livello inferiore, si trovava il criptoportico.

## Funzione
La funzione di questa struttura sotterranea non è stata ancora chiarita completamente: costituiva un annesso del foro cittadino e si ipotizza funzionasse come luogo di passaggio coperto, forse utilizzato anche in occasione di cerimonie pubbliche intorno ai templi del foro. Successivamente, a partire dal III secolo d.C., fu utilizzato come deposito. Sicuramente svolgeva la funzione struttuale di contenimento del terreno e di sostegno dell'ampia terrazza su cui sorgevano, affiancati l'uno all'altro, due templi, il primo dedicato ad Augusto divinizzato e il secondo alla triade capitolina.